# Ateneu Popular de Nou Barris
L'Ateneu Popular de Nou Barris és un centre cultural nascut el 1977 a Barcelona al barri de La Trinitat Nova, al districte de Nou Barris, en un edifici que era una antiga planta asfàltica. Des dels seus inicis té una alta dedicació al món del circ i hi destaquen el Circ d'Hivern, que es realitza des del 1997, l'escola de circ Rogelio Rivel, en funcionament des del 1999 i l'escola infantil de circ.

## Descripció
Ateneu sociocultural i artístic independent i autogestionari basat en la democràcia participativa. L'Ajuntament de Barcelona és el titular de l'equipament i l'associació Bidó de Nou Barris gestiona el projecte gràcies a un conveni de gestió comunitària que és un model de referència per altres equipaments culturals i cívics de la ciutat.
Ofereix programació regular i cicles específics d'espectacles, residència d'artistes, suport a la creació, suport al teixit associatiu del barri i una oferta formativa de diferents nivells en àmbits com escriptura creativa, dansa, teatre i circ. Pel que fa a programació d'espectacles, acull diversitat d'estils i registres i hi actuen des de principiants a primeres figures internacionals de totes les arts escèniques.
Té un paper clau en el desenvolupament del circ català. A les seves instal·lacions hi han nascut i s'hi ha format un gran nombre d'artistes i companyies, s'hi ha generat i multiplicat un públic de totes les edats i condicions, hi han germinat col·lectius tan determinants com l'Associació de Circ de Catalunya (ACC, 1991), l'Escola de Circ Rogelio Rivel (1999) i l'Associació de Professionals de Circ de Catalunya (APCC, 2004) i La Central del Circ (2006-2007). Per raons d'espai, el 2008 l'APCC i La Central del Circ s'instal·len al Parc del Fòrum en uns envelats provisionals, i el 2011 es traslladen a l'edifici actual, a tocar de la placa fotovoltaica.
L'activitat circense de l'Ateneu s'estructura en quatre grans línies: producció pròpia d'espectacles, programació d'espectacles nacionals i internacionals, formació i circ social. La seva filosofia circense s'explicita en les produccions pròpies (Circ d'Hivern i combinats de circ). Si el Circ d'Hivern es concep com un espectacle complet per a totes les edats i es programa durant tot el període nadalenc, els combinats en canvi són laboratoris d'experimentació i difusió, i se'n presenten quatre a l'any durant un sol cap de setmana. En tots dos casos hi ha una constant vocació d'interdisciplinarietat i de risc en la recerca de llenguatges escènics.
Ja des dels inicis, l'Ateneu treballa a fons la formació en circ i el circ social. El 1983 engega els primers tallers d'acrobàcia, el 1984 els amplia, el 1985 organitza els primers tallers regulars de circ (adults i infantils) i el 1999 inaugura l'Escola de Circ Rogelio Rivel. Actualment, l'Ateneu estructura la formació en tallers regulars, cursets intensius i escola infantil i juvenil de circ.
El circ social és una proposta de formació artística i educació en valors, encaminada també a la transformació de la persona i el seu entorn més immediat. Particularitza el programa pedagògic en funció dels col·lectius: adolescents amb fracàs escolar, joves en risc d'exclusió social, persones amb discapacitat intel·lectual i/o física, etc. També efectua intercanvis amb organitzacions internacionals com la xarxa Caravan i el departament de circ social de Le Cirque du Soleil.

## Evolució
La història d'aquest ateneu comença el 1976 i té les arrels en les reivindicacions veïnals d'un barri marginal construït improvisadament arran de les allaus immigratòries de les dècades dels anys cinquanta i seixanta del segle xx. El gener de 1977 els veïns van ocupar una planta il·legal de producció d'asfalt que funcionava a tocar dels blocs de pisos del carrer de Portlligat. Degut a les queixes dels veïns, el pla d'urbanisme del 1974 preveia el tancament de l'edifici, però no es va dur a terme. El 1977 unes dues-centes persones van irrompre a la instal·lació i en van interrompre el funcionament, destrossant la màquinaria i okupant l'espai per donar-li un ús sociocultural. Immediatament es va voler convertir l'espai ocupat en un ateneu que articulés les necessitats socials i culturals del barri.
L'Ateneu ha aconseguit superar pressions institucionals de tota mena, la principal de les quals afecta la mateixa essència del projecte. No ha admès mai el model de centre cívic, per la implícita ingerència institucional: és independent en l'ideari i la gestió i es finança amb un calculat equilibri entre recursos propis i aportacions de les administracions públiques. El seu model participatiu i autogestionari ha articulat i cohesionat Nou Barris i ha fet de l'Ateneu un dels pols socialment i culturalment més dinàmics de Catalunya.
És molt destacable la seva opció per la normalització lingüística: ja des dels primers temps procura fer en llengua catalana tant les activitats en general com la producció d'espectacles, malgrat que el barri és de majoria castellanoparlant i que un bon tant per cent dels artistes és també de llengua castellana.
La rica i variada trajectòria de l'Ateneu Popular Nou Barris no va passar desapercebuda al jurat dels premis FAD-Sebastià Gasch de 1977, que, entre les motivacions del premi, va destacar que «és un espai de coneixement, creixement, tolerància i convivència de cultures artístiques i socials de tots els orígens, un fenomen que no es podria entendre sense la rica i diversa organització social del mateix Nou Barris».
A les seves sales hi han actuat autors de renom com ara Georges Moustaki, Lluís Llach i Paco Ibáñez. Des del 2007 pertany al projecte de recuperació d'espais industrials, Fàbriques de creació de Barcelona, un projecte conjunt de l'Ajuntament de Barcelona i l'Institut de Cultura de Barcelona que engloba nou equipaments públics que donen suport a la creació i la producció cultural. El 2009 va començar una reforma estructural de l'edifici per adeqüar-lo al seu ús com a centre social que es va inaugurar el 2010.

## Edifici
L'edifici havia sigut una planta asfàltica que produïa i emmagatzemava quitrà i allotjava màquinaria pesant destinat a construir les rondes.

## Reconeixements
- 1977 - premi FAD-Sebastià Gasch.[2]
- 1997 — Premi FAD Sebastià Gasch.[8]
- 2000 - Menció especial dels premis Ciutat de barcelona.[2]
- 2000 - Premi Especial de la Crítica.[2]
- 2006 - Premi Nacional de Circ a l'espectacle Rodó (10è Circ d'Hivern).[2]
- 2009 - Premi Butaca honorífic.[2]
- 2010 — Premi Zirkòlika a la millor iniciativa per a la projecció del circ a Catalunya al Premi Nacional de Circ de Catalunya.[9][2]
- 2015 — Medalla d'Honor de Barcelona en l'àmbit de ciutat.[10]
- 2019 — Premi Nacional de Circ del Ministeri de cultura i esport del Govern d'Espanya[11]